# Piotr Paszkowicz Strumiłło
Piotr Paszkowicz Strumiłło z Ciechanowca herbu Dąbrowa zwany Piotrem Kiszką (zm. 1486) – starosta drohicki (1463–1469), kuchmistrz królowej Elżbiety Rakuszanki (1477), namiestnik lidzki (1483), marszałek hospodarski (1483), protoplasta rodu Kiszków h. Dąbrowa

## Życiorys
Syn rycerza Pawła (Paszki) Strumiłły z Dmoszyna (zm. 1435/1436), fundatora pierwszego kościoła w nadanym mu przez ks. Witolda Ciechanowcu. Brat Jerzego, kasztelana lwowskiego, oraz Mikołaja, namiestnika miednickiego i protoplasty rodziny Ciechanowieckich h. Dąbrowa.
Dziedzic Ciechanowca. Fundator kościoła w Czerwonce.
Protoplasta potężnego na Litwie rodu Kiszków h. Dąbrowa (wymarłego w I poł XVII w.).
Był dwukrotnie żonaty. Z pierwszą żoną miał syna Stanisława Kiszkę, hetmana wielkiego litewskiego, marszałka wielkiego litewskiego.
Drugą żoną była Katarzyna Niemirowiczówna, córka Jana, marszałka hospodarskiego, i Małgorzaty, z którą miał
- Mikołaja – zmarłego w wieku młodzieńczym i bezpotomnie w 1508 r.
- Petronelę (Pietruchnę), I voto za Bohdanem N., II voto za kniaziem Michałem Semenowiczem Glińskim
- Barbarę za Wojciechem Stankowiczem, chorążym wilkomirskim
- Jadwigę za Jerzym Raczko, sędzią bielskim.

Zmarł w 1486, wypełniając poselstwo na Krym.